# Pat Fry

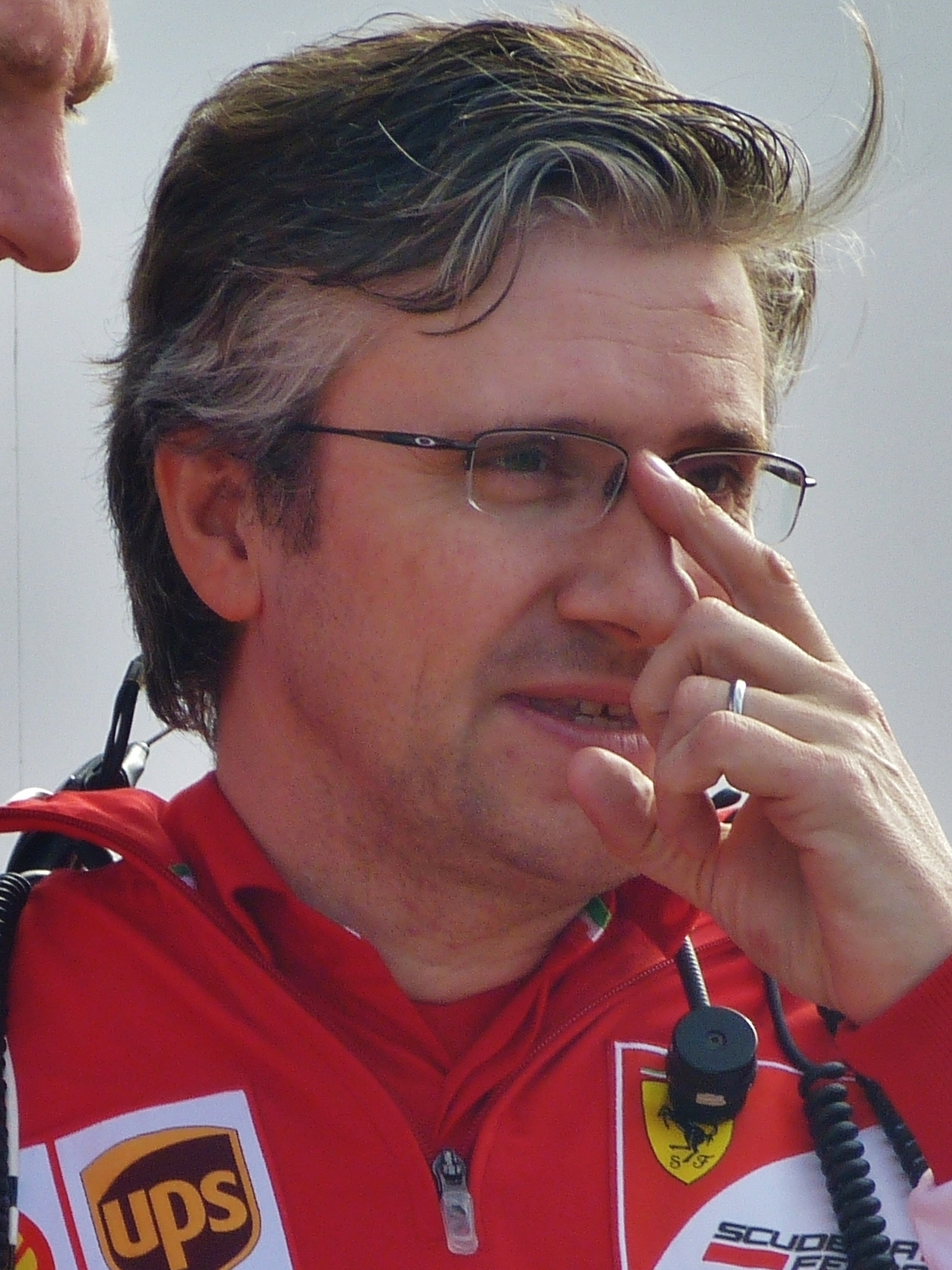
Pat Fry

Patrick Fry (* 17. März 1964 in England) ist ein Ingenieur in der Formel 1.

## Berufliche Entwicklung
Fry wuchs in Shepperton südlich von London auf und begann ein Elektrotechnikstudium, das er jedoch nicht abschloss. Er nahm eine Stelle bei Thorn EMI an und entwarf in seiner Freizeit innovative Aufhängungen für Motorräder. Fry suchte vergeblich nach einem Job im Motorradrennsport und ging stattdessen 1987 zum Formel-1-Team Benetton, das gerade mit der Entwicklung einer aktiven Radaufhängung begonnen hatte.
Zunächst war Fry dort unter Pat Symonds in der F&E-Abteilung tätig und später mit dem Testteam bei der Erprobung der aktiven Aufhängung. Als John Barnard als Technischer Leiter zum Team kam, versetzte er Fry als Leiter der Benetton Advanced Research Group nach Godalming. Nachdem Barnard das Team wieder verlassen hatte, kehrte Fry 1991 ins Testteam zurück und wurde 1992 Renningenieur von Martin Brundle.
1993 wurde Fry von seinem ehemaligen Benetton-Kollegen Giorgio Ascanelli zu McLaren geholt, wo er zunächst wieder an der aktiven Aufhängung und dann als Renningenieur arbeitete. 1995 verlor er seinen Posten als Renningenieur von Mika Häkkinen an den von Williams gekommenen David Brown, arbeitete vorübergehend wieder in der Entwicklungsabteilung und kehrte als Ingenieur von David Coulthard wieder an die Rennstrecken zurück. 2002 wurde Fry Chefingenieur des Teams und war als solcher verantwortlich für die Entwicklung des McLaren MP4-20 für die Saison 2005, des McLaren MP4-22 für 2007 und des McLaren MP4-24 für 2009.
Nachdem er McLaren im Mai 2010 nach 17 Jahren verlassen hatte, übernahm Fry am 1. Juli 2010 die Position des stellvertretenden Technischen Direktors bei der Scuderia Ferrari. Im Dezember 2014 trennte sich Ferrari von Fry. 2016 arbeitete er zusammen mit Nikolas Tombazis für Manor Racing. Im September 2018 kehrte Pat Fry als Ingenieursdirektor zu McLaren zurück. Von 2020 bis 2023 arbeitete er für Renault F1. Im November 2023 übernahm er die Rolle des technischen Direktors bei Williams F1.